# Русский Лоллез
Русский Лоллез (удм. Ӟуч Лоллэӟйыл) — деревня в Увинском районе Удмуртии, входит в Петропавловское сельское поселение. Находится в 37 км к юго-востоку от посёлка Ува и в 50 км к западу от Ижевска.